# Galland-Handschrift

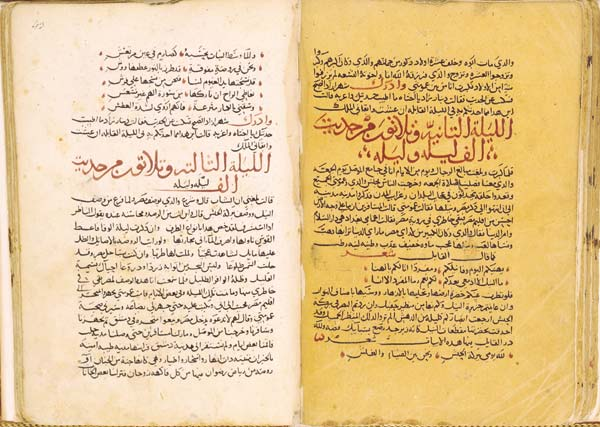
Galland-Handschrift (arabische Handschrift des 15. Jahrhunderts, Bibliothèque nationale de France)

Die Galland-Handschrift  (frz. le manuscrit de Galland; engl. Galland manuscript), auch Syrische Handschrift, ist ein arabisches Manuskript (Handschrift) der Geschichten aus Tausendundeiner Nacht, das aus der Zeit Mitte des 15. Jahrhunderts oder später stammt. Sie wurde von dem französischen Orientalisten Antoine Galland (1646–1715) ab dem Jahr 1704 als Übersetzung veröffentlicht, machte Tausendundeine Nacht in ganz Europa bekannt und wurde zu einem Klassiker der Weltliteratur. Auf dieser Basis ist Tausendundeine Nacht in zahllosen Adaptionen, Neuinterpretationen und Anpassungen in verschiedenen Medienformen rezipiert worden.

## Geschichte

### Entstehungs- und Textgeschichte
Da man davon ausgeht, dass das Manuskript seinen Ursprung in Syrien hat, wird es auch als Syrische Handschrift bezeichnet. Es ist das früheste umfassende Manuskript von Tausendundeine Nacht neben einem lediglich sechzehn Zeilen umfassenden Fragment aus dem 9. Jahrhundert. Nach Ansicht des Orientalisten Muhsin Mahdi (1926–2007) ist es der einzige authentische Teil der Sammlung, der erhalten geblieben ist. Muhsin Mahdi hatte ihn auf den Beginn des 14. Jahrhunderts datiert.
Der Text der Handschrift umfasst 282 Nächte und bricht in der Mitte der Geschichte von Qamar al-Zamân und Budûr ab.

### Übersetzung durch Antoine Galland
Im Jahr 1704 wurde das Manuskript von dem französischen Orientalisten Antoine Galland (1646–1715) als Übersetzung ins Französische veröffentlicht. Es bildete die Grundlage für sein Werk Les mille et une nuits, contes arabes traduits en français („Tausendundeine Nacht, arabische Erzählungen, ins Französische übersetzt“), die 1704–1717 veröffentlicht wurde. Es handelt sich um die erste europäische Übersetzung von Tausendundeine Nacht.

## Bedeutung und Verbleib
Gemäß der Arabian Nights Encyclopedia lassen sich die erhaltenen Manuskripte der Versionen von Tausendundeiner Nacht in zwei Kategorien einteilen: Manuskripte aus der Zeit vor der französischen Übersetzung von Galland und Manuskripte, die nach diesem Datum entstanden sind.
Die Galland-Handschrift befindet sich in der Bibliothèque nationale de France in Paris. Das Manuskript besteht aus drei Bänden (Paris, Bibliothèque Nationale, MSS arabes 3609, 3610 und 3611). Eine direkte Kopie der Galland-Handschrift aus dem Jahr 1592/1593 wird in der Vatikanischen Bibliothek aufbewahrt, als zweiter Teil eines zweibändigen Manuskriptes (Cod. Vat. Ar. 782).

## Rezeption
Auf Basis der Galland-Handschrift ist Tausendundeine Nacht seither ergänzt durch weitere Handschriften und arabische Druckausgaben in zahllosen Adaptionen, Neuinterpretationen und Anpassungen in verschiedenen Medienformen rezipiert worden.
Die Galland-Handschrift diente als Hauptquelle für die Ausgabe der kritischen Edition von Muhsin Mahdi (1984), auf der auch die im Jahr 2004 erschienene deutsche Übersetzung der Arabistin Claudia Ott basiert.

## 1001-Nacht-Geschichten der Galland-Handschrift
Rahmengeschichte, erste Untergeschichten und Geschichten der einzelnen Nächte.
- Die Geschichte von König Schahriyar und Schahrasad, der Tochter seines Wesirs
- Der Esel, der Stier, der Kaufmann und seine Frau
- 1–3. Nacht – Der Kaufmann und der Dschinni
- 8–11. Nacht, 18–22. Nacht – Der Fischer und der Dschinni
- 11–13. Nacht, 16–17. Nacht – König Yunan und der Arzt Duban
- 14. Nacht – Der Kaufmann mit dem Papagei
- 15.–22. Nacht – Der Königssohn und die Ghula
- 22–27. Nacht - Die Geschichte des verzauberten Königs
- 28–37. Nacht – Der Träger und die drei Damen
- 37–39. Nacht – Die Geschichte des ersten Bettelmönchs
- 40–52. Nacht – Die Geschichte des zweiten Bettelmönchs
- 53–62. Nacht – Die Geschichte des dritten Bettelmönchs
- 63–66. Nacht – Die Geschichte der ersten Dame, der Hausherrin
- 67–69. Nacht – Die Geschichte der zweiten Dame, der mit den Schlagspuren
- 69–72. Nacht – Die drei Äpfel
- 72–101. Nacht – Die beiden Wesire Nuraddin von Ägypten und Badraddin von Basra
- 102–109., 169–170. Nacht – Der Bucklige, der Freund des Kaisers von China
- 109–121. Nacht – Die Geschichte des christlichen Maklers: Der junge Mann mit der abgehackten Hand und die Dame
- 121–138. Nacht – Die Geschichte des Küchenchefs: Der junge Mann aus Bagdad und die Sklavin Subeidas, der Gemahlin des Kalifen
- 121–138. Nacht – Die Geschichte des jüdischen Arztes: Der junge Mann aus Mosul und die ermordete Dame
- 139–151. Nacht – Die Geschichte des Schneiders: Der hinkende junge Mann aus Bagdad und der Friseur
- 151–152. Nacht – Die Geschichte des Friseurs
- 153–156. Nacht – Der erste Bruder, der bucklige Schneider
- 156–158. Nacht – Der zweite Bruder: «Plappermaul», der halbseitig Gelähmte
- 159–160. Nacht – Der dritte Bruder: «Fakfak», der Blinde
- 160–161. Nacht – Der vierte Bruder, der einäugige Fleischer
- 162–166. Nacht – Der fünfte Bruder, der mit den abgeschnittenen Ohren
- 166-168. Nacht – Der sechste Bruder, der mit den abgeschnittenen Lippen
- 171–200. Nacht – Nuraddin Ibn Bakkar und die Sklavin Schamsannahar
- 201–229. Nacht – Die Sklavin Anis al-Dschalis und Nur al-Din Ibn Chakan -
- 230–271. Nacht – Dschullanar vom Meer und ihr Sohn, König Badr
- 272–282. Nacht – König Kamarassaman und seine Söhne al-Amdschad und al-Asad